# Centre national d'études spatiales
Centre national d'études spatiales poznatija pod kraticom CNES je francuska vladina svemirska agencija (administrativna, "javna uprava u industrijske i komercijalne svrhe"). Sjedište se nalazi u središtu Pariza i pod nadzorom je francuskih ministarstava obrane i istraživanja.
Djeluje iz svemirskog centra Toulouse i svemirskog centra Kourou, ali ima i terete pokrenute iz svemirskih centara kojima upravljaju druge zemlje. Predsjednik CNES-a je Philippe Baptiste. CNES je član Institute of Space, its Applications and Technologies. To je najveća i najvažnija nacionalna organizacija te vrste u Europi.